# Bahtinov-Maske

Bachtinow-Maske für einen Zehnzöller

Prinzip der Bachtinow-Maske

Die Bahtinov-Maske (auch Bachtinow-Maske, nach ihrem Erfinder Pawel Iwanowitsch Bachtinow) ist eine Scharfstell-Hilfe für Amateurteleskope, ähnlich der Scheinerblende. 

## Beschreibung
Die Bahtinow-Maske wird besonders bei der Astrofotografie verwendet, da es dort auf höchste Genauigkeit bei der Einstellung des Fokus ankommt. Sie wird vor das vorderste optische Element gelegt, wo sie ein strahlenförmiges Beugungsmuster im Blickfeld des Betrachters erzeugt. Je genauer der ideale Schärfepunkt eingestellt ist, desto mittiger erscheint der längste der Strahlen. Bei völliger Symmetrie des Abbildes ist der optimale Schärfepunkt erreicht. Durch die hohe Anzahl der schlitzförmigen Öffnungen gelangt relativ viel Licht zum Beobachter; die Scheinerblende ist durch ihre geringe Lichtstärke hingegen eher an hellen Sternen verwendbar.

Nachteilig kann beim Eigenbau allerdings der Herstellungsaufwand sein, da in einem ausreichend steifen Material eine entsprechende Anzahl von Schlitzen geschnitten werden muss. Außerdem sind die Zahl, Position und Größe der Schlitze von der Brennweite und der Öffnung des jeweiligen Instruments abhängig, so dass für jedes weitere Teleskop auch eine neue Bahtinow-Maske hergestellt werden muss. Mithilfe eines 3D-Druckers und der Verwendung fertiger Vorlagen ist der Aufwand heute jedoch gering. Auch die Kosten für kommerzielle Produkte haben sich stark reduziert. 

Simulation des Beugungsbildes der Bahtinow-Maske während der Fokussierung
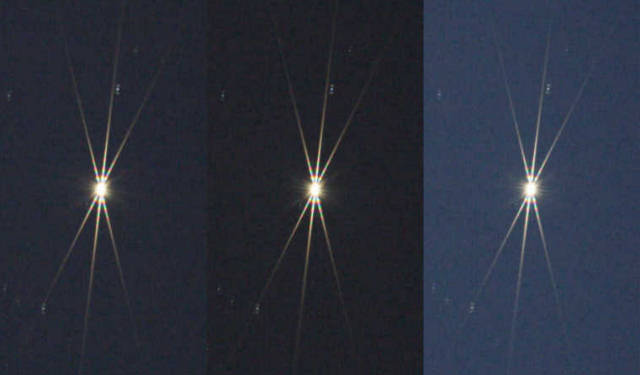
Bild im Kamerasucher bzw. Okular

## Tri-Bahtinov-Maske
Durch die Anordnung von drei Bahtinov-Masken auf einer Blende kann neben dem Fokus zusätzlich die Kollimation eines Teleskops geprüft und eingestellt werden.  